# Ludwik Starski

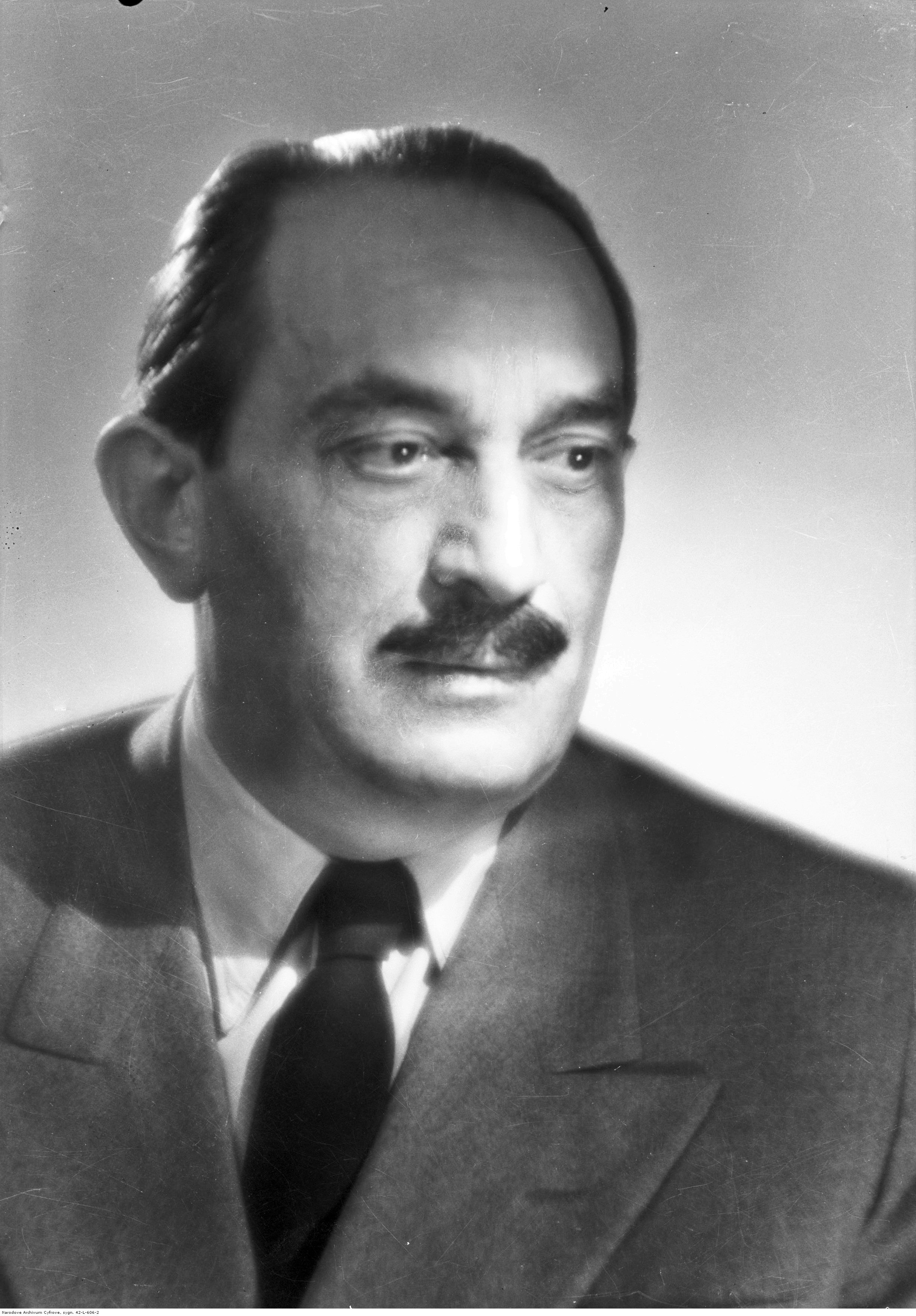
Ludwik Starski

Ludwik Starski, bürgerlich Ludwik Kałuszyner (* 1. März 1903 in Łódź; † 29. Februar 1984 in Warschau) war ein polnischer Drehbuchautor, Songwriter und Autor.
Vor dem Krieg war er Redakteur bei „Express Wieczorny Ilustrowany“. Unter anderem schrieb Starski Liedtexte für Kabaretts und Filme. Zwischen 1948 und 1949 war er der Kopf des Filmmusikensembles „Warszawa“, dazu kam ein Engagement von 1955 bis 1963 beim Filmmusikensemble „Iluzjon“.
Er war der Vater von Allan Starski.

## Filmografie (Auswahl)
- 1978 Hallo Szpicbródka czyli ostatni występ króla kasiarzy
- 1966 Mocne uderzenie
- 1962 Klub kawalerów
- 1956 Der Mann im Frack (Nikodem Dyzma)
- 1953 Przygoda na Mariensztacie
- 1950 Pierwszy start
- 1948 Die Grenzstraße (Ulica Graniczna)
- 1948 Skarb
- 1946 Zakazane piosenki
- 1946 W chłopskie ręce
- 1939 Sportowiec mimo woli
- 1939 O czym się nie mówi...
- 1939 Ja tu rządzę
- 1938 Zapomniana melodia
- 1938 Szczęśliwa trzynastka
- 1938 Robert i Bertrand
- 1938 Paweł i Gaweł
- 1938 Moi rodzice rozwodzą się
- 1937 Piętro wyżej
- 1936 Jadzia
- 1936 Dwa dni w raju
- 1936 Będzie lepiej
- 1934 Pieśniarz Warszawy